# Aljasghar Modżarad

Aliasghar Modżarad podczas wykonywaniu zagrywki na Igrzyskach Olimpijskich 2020 w Tokio

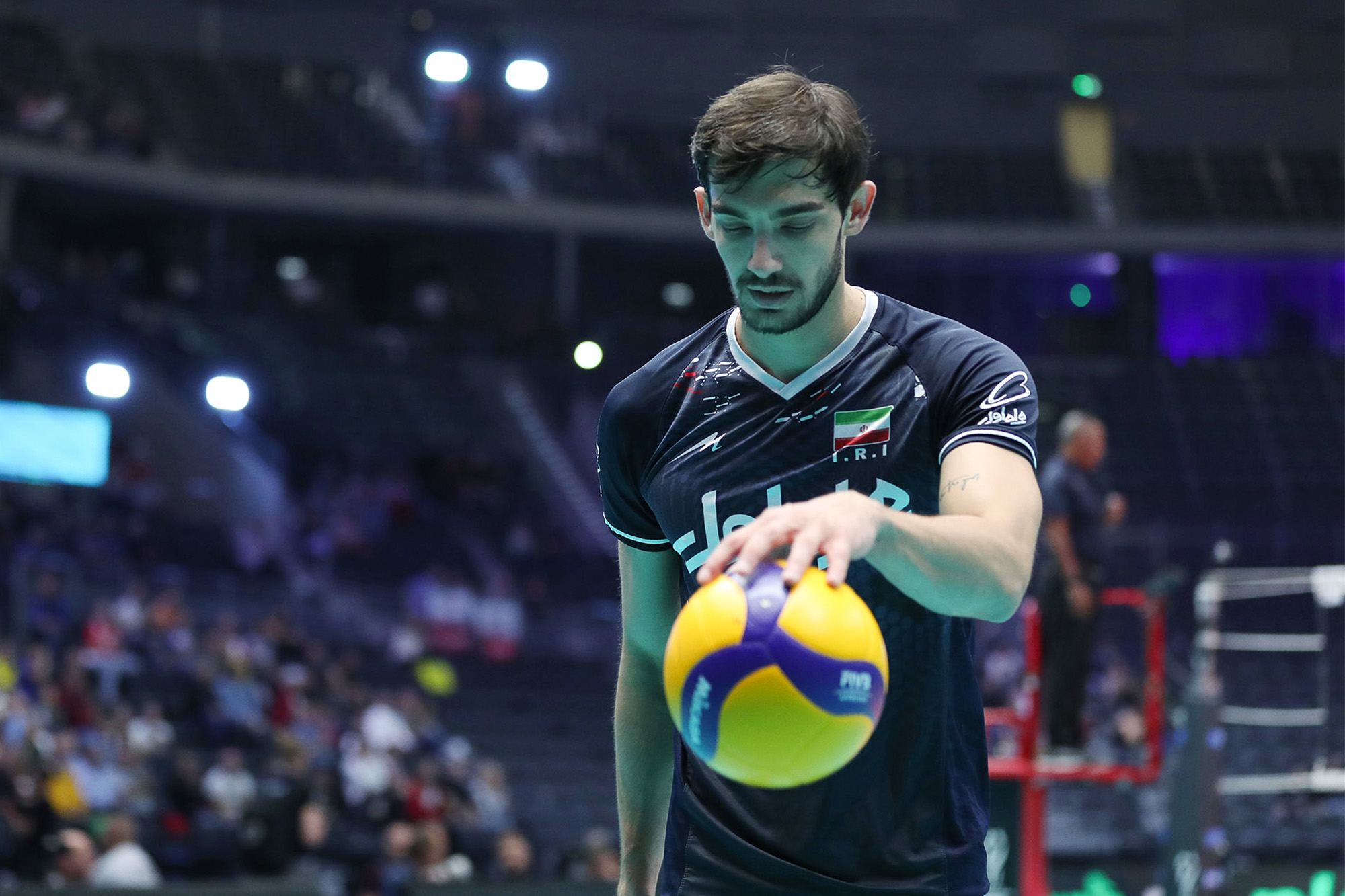
Aliasghar Modżarad podczas Mistrzostw Świata 2022

Aljasghar Modżarad (pers. علی‌اصغر مجرد; ur. 30 października 1997 w Bodżnurdzie) – irański siatkarz, grający na pozycji środkowego, reprezentant Iranu. 

## Przebieg kariery
| Kariera juniorska | Kariera juniorska        | Kariera juniorska | Kariera juniorska | Kariera juniorska | Kariera juniorska | Kariera juniorska | Kariera juniorska | Kariera juniorska | Kariera juniorska | Kariera juniorska |
| ----------------- | ------------------------ | ----------------- | ----------------- | ----------------- | ----------------- | ----------------- | ----------------- | ----------------- | ----------------- | ----------------- |
| Lata              | Klub                     |                   |                   |                   |                   |                   |                   |                   |                   |                   |
| 2013–2014         | Erteashat Sanati         |                   |                   |                   |                   |                   |                   |                   |                   |                   |
| 2014–2015         | Szahrdari Bodżnurd       |                   |                   |                   |                   |                   |                   |                   |                   |                   |
| Kariera seniorska |                          |                   |                   |                   |                   |                   |                   |                   |                   |                   |
| Lata              | Klub                     |                   |                   |                   |                   |                   |                   |                   |                   |                   |
| 2015–2016         | Parseh Teheran           |                   |                   |                   |                   |                   |                   |                   |                   |                   |
| 2019–2020         | Szahrdari Waramin        |                   |                   |                   |                   |                   |                   |                   |                   |                   |
| 2020–2021         | Foolad Mobarakeh Sepahan |                   |                   |                   |                   |                   |                   |                   |                   |                   |
| 2021–2022         | Szahrdari Urmia          |                   |                   |                   |                   |                   |                   |                   |                   |                   |
| 2022–2023         | Efaseram Ardakan         |                   |                   |                   |                   |                   |                   |                   |                   |                   |
| 2023–             | Rapid Bukareszt          |                   |                   |                   |                   |                   |                   |                   |                   |                   |

## Sukcesy klubowe
Liga irańska:
- 2019
- 2021

Puchar Rumunii:
- 2024[2]

Liga rumuńska:
- 2024[3]

## Sukcesy reprezentacyjne
Mistrzostwa Azji Kadetów:
- 2014

Mistrzostwa Świata Kadetów:
- 2015

Mistrzostwa Azji Juniorów:
- 2016

Puchar Azji:
- 2018

Mistrzostwa Azji:
- 2019, 2021[4]

## Nagrody indywidualne
- 2014: Najlepszy środkowy Mistrzostw Azji Kadetów
- 2015: Najlepszy środkowy Mistrzostw Świata Kadetów[5]
- 2016: Najlepszy środkowy Mistrzostw Azji Juniorów
- 2021: Najlepszy środkowy Mistrzostw Azji